# Marc John Jefferies
Marc John Jefferies (* 16. Mai 1990 in New York City) ist ein US-amerikanischer Schauspieler.
Jefferies begann im Kindesalter zu modeln, bevor er sich der Schauspielerei zuwandte.
Bekannt wurde Jefferies unter anderem durch seine Rollen in den Filmen Die andere Mutter, Nerve, Die Geistervilla und Notorious B.I.G. Für seine Rolle des Michael Evers 2003 in der Horrorkomödie Die Geistervilla an der Seite von Eddie Murphy wurde er für den Young Artist Award 2004 nominiert.

## Filmografie (Auswahl)
- 1995: Die andere Mutter (Losing Isaiah)
- 2002: Stuart Little 2
- 2002: Brown Sugar
- 2002: Friday After Next
- 2003: 3 Engel für Charlie – Volle Power (Charlie’s Angels: Full Throttle)
- 2003: Die Geistervilla (The Haunted Mansion)
- 2004: Spider-Man 2
- 2005: Get Rich or Die Tryin’
- 2006: Keeping Up with the Steins
- 2009: Notorious B.I.G.
- 2011: Yelling To The Sky
- 2015: Brotherly Love
- 2015: Supermodel
- 2016: Nerve
- 2017: Chocolate City: Vegas Strip
- 2022: 13th and Pine
- 2023: Rock the Boat